# Maillage de l'infrastructure Internet en France
Le maillage de l'infrastructure Internet en France est l'ensemble des interconnexions de réseaux utilisées en France pour l'accès à Internet et aux télécommunications.
Sur le continent, il repose notamment sur l'interconnexion de fibres optiques au niveau national. Ces fibres passent dans les domaines d'organisations ayant des réseaux nationaux notamment routiers, électriques, fluviaux et ferroviaires et sont louées aux opérateurs de télécommunication.
Les îles sont en partie reliées par des câbles sous-marins en fibre optique.

## Histoire
En 1980, la direction générale des Télécommunications (DGT) installe la première liaison optique à Paris entre les centraux téléphoniques des Tuileries et Philippe-Auguste.
En 1983, arrive une nouvelle génération de fibres optiques dites « monomodes », mise en œuvre pour la première fois en France sur la liaison Lannion - Perros-Guirec.
En 1985, la direction générale des Télécommunications (DGT) décide de remplacer les anciens câbles coaxiaux par des câbles à fibres optiques sur le réseau interurbain.
Dans les années 1990 apparait le concept politique d'autoroute de l'information. Dans la région de Marseille, la fibre optique commence à être envisagée comme moyen de communication pour la signalisation routière (caméra, etc.), en remplacement des câbles de cuivre.
Le 7 février 1992, une convention-cadre relative à la mise à disposition réciproque de fibres optiques en emprise ferroviaire est conclue entre la Société nationale des chemins de fer français (SNCF) et France Télécom.
En 1994, le rapport français sur les autoroutes de l'information privilégie le passage direct à un réseau FTTH, sans passer par l'étape ADSL.
En 1996, création de la société Télécom Développement (TD), filiale de la SNCF créée pour favoriser la concurrence à France Télécom. Fin 1996, la SNCF signe avec TD une convention et un contrat donnant droit d’occupation du domaine ferroviaire pendant 30 ans et d’utiliser les fibres optiques de la SNCF. Du point de vue de la SNCF, la loi du 13 février 1997 rend cet accord opposable à Réseau ferré de France (RFF) mais l’empêche de percevoir des redevances sur TD et de réclamer tout ou partie de la rémunération de l’apport.
C'est en 2002 que RFF conteste ce montage et qu'une médiation de l’inspection générale des finances aboutit à la conclusion, fin 2003, d’un protocole d’accord transactionnel, au terme duquel RFF renonce au partage des recettes en échange d’une garantie contre un risque contentieux qui ne s’est jamais concrétisé. Selon le ministre de l’économie de l’époque, ce protocole est « une solution satisfaisante pour le secteur public dans son ensemble » qui sert en particulier le projet de fusion entre TD et Cegetel, intervenue le 31 décembre 2003. Il n’en était pas moins clairement au désavantage de RFF.
1997, création de l'opérateur Telcité, filiale de la Régie autonome des transports parisiens (RATP).
En 1998, on commence à placer des fibres optiques sous les bandes d'arrêt d'urgence pour les autoroutes existantes, alors que pour les nouvelles autoroutes, l'artère de transmission est soigneusement alignée et noyée dans du béton maigre. Les câbles optiques des autoroutes marseillaises comptent alors jusqu'à vingt fibres, et parfois soixante-douze.
En 2000, Vinci obtient le marché le plus important de déploiement de fibre optique jamais réalisé. Il s'agit de déployer 1 400 kilomètres de fibre optique entre Paris et Hendaye via Rouen, Caen, Rennes, Nantes, Bordeaux et Biarritz. Ce projet de 150 millions d’euros concerne la réalisation d’infrastructures (fourreaux, chambres de tirage), d’équipements (pose et raccordement des câbles), ainsi que la construction de sites de régénération.
Le décret du 27 décembre 2005 régit les redevances et droits de passage sur le domaine public.

## Cadre juridique
Les collectivités locales peuvent recourir à différentes formes juridiques pour leurs réseaux d'initiative publique.
La plus répandue est la concession de service public. Il existe également la délégation de service public par affermage, et les partenariats public-privé.

### Juridictions
Comme pour d'autres types de relations entre des entreprises, les différends en matière de peering peuvent être portés devant les juridictions appropriées. En France, l'autorité de la concurrence s'est notamment prononcée en 2012 sur un différend entre Orange et Cogent,.

## Géographie

### Métropole

#### Autoroute
La société des Autoroutes du Sud de la France loue son réseau de fibre optique Toulouse-Biarritz à Neuf Télécom (maintenant SFR).
Le Syndicat mixte de l’autoroute numérique A75 a déployé un câble de 72 paires de fibres optiques sur 342 km du parcours qui raccorde Clermont-Ferrand et Pézenas.
Pour la société des Autoroutes du Sud de la France (Groupe Vinci), les produits de l’activité de location de fibres optiques et de pylônes étaient de 6,7 millions d’euros au 1er semestre 2010 et de 6,9 millions d’euros au 1er semestre 2011.

#### Chemin de fer
Le domaine ferroviaire n'est plus exploitable par la société France Telecom.
Réseau ferré de France loue de la fibre optique noire.
Réseau Ferré de France a déployé 13 000 km de fibre optique sur un domaine de 30 000 km de lignes ferroviaires.
Les fibres optiques et câbles sont volés sur le réseau ferroviaire ce qui contraint la SNCF à l'annulation de trains et cause un préjudice de plusieurs millions d'euros. En septembre 2010, la SNCF a signalé 160 cas de vols de câbles et de fibres optiques ferroviaires. La SNCF, le Réseau Ferré de France et le gouvernement français ont signé un plan de protection du réseau TGV doté d'un budget de 40 millions d'euros.
En 2021 SNCF Réseau crée la filiale Terralpha pour commercialiser les fibres auprès des opérateurs de réseaux fixe et mobile, des hébergeurs et opérateurs de datacenters, de grands industriels dont SNCF et des réseaux d’initiatives publiques.
Les fibres rectilignes localisées le long du chemin de fer permettent des temps de latence extrêmement réduits et plusieurs térabits par seconde et par liaison.

#### Réseau électrique
Le réseau de transport d'électricité (RTE) dispose de plusieurs réseaux de fibres optiques. La capacité excédentaire de ce réseau de fibres optiques d'environ 25 000 km est gérée par la filiale Arteria.

#### Voies navigables de France
VNF facture les redevances par fourreau et par kilomètre à l'année.
Un des clients de VNF est l'opérateur Telecom Verizon Business France depuis 1998.

#### Câbles sous-marins

##### Câbles sous-marins à Marseille
La ville de Marseille est reliée par câble à l'Asie, à l'Afrique et au Moyen-Orient.
Un câble IMEWE de 13 000 kilomètres relie Mumbai (Bombay) à Marseille.
Il connecte également Alexandrie et Suez. Les neuf membres du consortium sont les sociétés Bharti, Etisalat, Orange, Ogero Telecom, PTCL, STC, Telecom Egypt, Telecom Italia Sparkle et VSNL. Ce câble compte dix points d'atterrage, à Mumbai (deux points d'atterrage), Karachi, Fujaïrah, Djeddah, Suez, Alexandrie, Tripoli, Catane et Marseille.
Le câble Sea-Me-We4 est d'une longueur de 20 000 kilomètres. Il connecte 16 points de raccordement terrestre, et est développé par seize opérateurs dont Orange
Il relie également Bizerte (Tunisie) et à Annaba (Algérie).
Med Cable est géré par Orascom et relie Marseille à Alger.
Le câble Atlas offshore relie Marseille à Asilah (Maroc) avec une capacité de 40 Gbit/s, extensible à 320 Gbit/s, il est géré par Maroc Telecom.
Le Europe India Gateway passe également à Marseille.
Le TE North (en) passe également à Marseille.

##### Câbles sous-marins en Bretagne
La ville de Penmarch (Finistère) est un lieu historiquement stratégique pour les câbles sous-marins français, point situé très à l'ouest, ce fut longtemps le point de départ de câbles transatlantiques. Aujourd'hui on y trouve deux câbles importants, SEA-ME-WE 3 et ACE. Le câble ACE relie Penmarch (ville du Finistère, France) à de nombreux pays de la côte Ouest de l'Afrique. Le câble SEA-MEWE 3 relie lui la France à des pays d'Europe de l'Ouest au bassin méditerranéen ainsi qu'au Moyen-Orient jusqu'en Asie et Océanie.
On trouve dans la ville de Lannion (Côtes d'Armor) le câble Apollo qui raccorde la France aux États-Unis et à l'Angleterre.
Dans la ville de Plérin (Côtes d'Armor) le câble FA-1 (inclus dans le système FLAG) relie également la France aux États-Unis et l'Angleterre.

##### Câbles sous-marins à Saint-Valery-en-Caux
Les deux câbles TAT 14, d'un débit de 640 Gbit/s chacun et reliant les États-Unis à cinq pays d'Europe de l'Ouest, atterrissent en France à Saint-Valery-en-Caux, fournissant une protection en anneau par la Manche et la mer du nord particulièrement recherchée par les opérateurs de câbles sous-marins.
À ce titre, le site est considéré comme d'importance stratégique et vital pour les États-Unis selon un document secret émanant des révélations de télégrammes de la diplomatie américaine par WikiLeaks.

##### Câbles sous-marins à Saint-Hilaire-de-Riez
La ville de Saint-Hilaire-de-Riez héberge un nœud historiquement important de câbles sous marins avec une station construite pendant la guerre froide répondant aux spécifications de protection NBC. Le téléphone rouge entre autres y transitait. Cette station, située à l'écart de grands axes de transit, est aujourd'hui délaissée. Elle hébergeait le câble EURAFRICA (service interrompu en 2015).

##### Paris-Londres
Orange dispose de liaisons optiques à 100 Gbit/s entre Paris et Londres. Par ailleurs, Eurotunnel Telecom commercialise des offres de fibre optique pour les opérateurs, depuis les années 1990.
Des câbles sous-marins sont également utilisés.

#### Corse
En 2009, la Corse a délibéré sur une délégation de service public de fibres sous-marines entre la Corse et le continent.
Covage opérateur d’infrastructures, annonce la signature le 11 février à Ajaccio, de la convention de délégation de service public pour l’exploitation des fibres optiques sous-marines entre la Corse et le continent pour une durée de 15 ans. COVAGE a été retenu à l’issue de la procédure de consultation lancée par la Collectivité Territoriale de Corse (CTC) en octobre 2009.
Les câbles CC4 et CC5 relient Cannes, l'île rousse, Toulon et Ajaccio depuis 1992 et 1995, avec une capacité supérieure à 3 Gbit/s.

#### Yvelines
À l'initiative du département des Yvelines, un réseau de cent-quatre-vingt kilomètres de fibre optique, EC78, a été construit par la société Eiffage.
Les investissements ont couté 15,5 millions d'euros et ont été financés en partie par le Conseil général et la région Île-de-France.
L'appel à candidatures pour une délégation de service public a été lancé en 2003 à l'initiative de Franck Borotra, ancien ministre de l'industrie et des télécommunications et gagné par Eiffage en février 2004.
L'INRIA et l'Université de Versailles-Saint Quentin y ont également contribué.
Cette dorsale est constituée de six fourreaux dont un seul est occupé. Il relie les vingt-deux NRA d'Orange, ainsi que les points de présence des opérateurs alternatifs.
Les tarifs y sont « identiques selon les opérateurs ».
Six fournisseurs d'accès Internet sont clients de la société Eiffage, avec des contrats de durées allant de 1 à 18 ans.
Parmi les clients, on compte Neuf Cegetel, Free, Alice, Club Internet, Completel et Numéricable

#### Île-de-France
En Île-de-France, le principal réseau de fibre optique noire[source insuffisante] a été constitué par Telcité, filiale télécom de la RATP.
Cette société travaille avec Eiffage Connectic 78, société gestionnaire de la Délégation de Service Public du département des Yvelines.
Cet opérateur connecte notamment Telehouse 1, Telehouse 2, et Telehouse 3.
L'opérateur Telcité a été créé en 1997, et exploite le réseau de la RATP. Il loue ces fibres à une cinquantaine de sociétés dont des organisations bancaires, administratives, ou industrielles et des opérateurs tels que SFR, Free, ou Bouygues Telecom.
Le réseau de fibre optique de la société est constitué de fibres noires monomodes G652. Il connecte quatre cents points de présence, notamment au travers des RER A, RER B, métro, et tramways.
Le chiffre d'affaires de Telcité de l'ordre de 18 millions d’Euros en 2008
.

### Départements d'Outre-Mer

#### Guyane
En Guyane, la connexion concerne essentiellement la côte. La Guyane est reliée au câble sous-marin Americas II. Depuis 2013, une liaison terrestre en fibre optique a été réalisée avec Macapa, au Brésil, le projet SPANY. L'intérieur des terres est desservi par des liaisons satellitaires et hertziennes.

#### Mayotte
Mayotte est relié au réseau mondial par satellite et depuis avril 2012 par le câble sous-marin LION2. Conséquence de l'ouverture du câble LION2, le lien fourni par satellite sera prochainement définitivement interrompu.
Orange a lancé la construction de LION2, reliant notamment Mayotte au câble LION.

#### La Réunion
Depuis juin 2002, le câble SAT3/WASC/SAFE long de 27 850 km dessert La Réunion
. Ce câble relie l'Espagne à l'Inde en passant par l'Afrique du Sud.
Le câble a été financé par un consortium de 36 membres à hauteur initiale de 600 millions de dollars (environ 600 millions d'euros).
Seul Orange dessert des liaisons concernant la Réunion sur ce câble.
Le câble LION et son prolongement LION connectent eux la Réunion au Kenya.

#### La Guadeloupe et la Martinique
La Guadeloupe est reliée par le câble sous-marin Guadeloupe numérique.
Les Antilles sont reliées par un câble Orange, ainsi que par le câble Americas II (en).
La Région Guadeloupe a lancé une procédure d’appel d’offre. La société Global Caribbean Network (GCN) et le Conseil régional de la Guadeloupe ont signé au mois de novembre 2004 un contrat de Délégation de Service Public pour la fourniture, la pose et exploitation d’un câble sous marin reliant la Guadeloupe, Saint-Martin et Saint-Barthélemy à Porto Rico (États-Unis). Ce projet d’intérêt général, dont le montant d’investissement s’élève à 21,9 millions d’euros (75 % d’aide du Feder et 25 % de fonds provenant de son actionnaire principal, le groupe Loret), fait l’objet d’une concession de vingt ans.
Le deuxième câble (du délégataire Global Caribbean Network) qui relie les îles à Porto Rico est opérationnel depuis 2006.
La câble sous-marin de la société MCN (Middle Caribbean Network) doit avoir une capacité de 2,5 Gbit/s, et une capacité finale de 1 Tbit/s. Il s'agit du troisième câble reliant la Martinique au reste du monde, après l'ECFS (East Caribbean Fiber System) et Americas2. Il est en service depuis 2007 et a coûté sept millions d'euros. Il relie l'île à l'internet de Porto Rico.
Le câble ECFS (en) (East Caribbean Fiber System) est long de 1 730 kilomètres. Sa capacité totale est de 1,34 Tbit/s. Il dessert les îles de la caraïbe (y compris Martinique, Guadeloupe, Saint-Martin, …) depuis Trinidad jusqu’aux Îles Vierges britanniques où il est connecté avec le câble CBUS qui permet d’acheminer le trafic jusqu’à New York. Il a été mis en service en 1995. Il est détenu par Cable & Wireless, Orange et AT&T. Orange y dispose d'un monopole sur l’atterrissement du câble dans les territoires français.
Le câble Americas II relie le Brésil à la Floride. Il connecte en particulier la Guyane et la Martinique. Le câble a été mis en service en 2000. Orange pourrait posséder un monopole d'entrée sur le territoire français.
Le câble GCN est long de 890 kilomètres.
Le câble MCN relie la Guadeloupe à la Martinique.
Le câble SCN relierait la Martinique à la Guyane.
Les câbles GCN et MCN et SCF sont gérés par des filiales du groupe Loret.
Depuis début 2019, « Kanawa », le nouveau câble sous-marin d’Orange relie la Guyane et la Martinique.

#### Saint Pierre et Miquelon
Saint-Pierre-et-Miquelon a confié en 2009 à la société Sodepar une étude relative à la connexion de Saint-Pierre et Miquelon au réseau optique mondial du Canada,.
Saint-Pierre et Miquelon est également relié au réseau mondial par faisceau hertzien.

### Réseaux nationaux des opérateurs Telecom

#### Renater
Le réseau Renater est le réseau public utilisé par les universitaires. Il utilise de la fibre optique noire en IRU (droit irrévocable d'usage) de 15 ou 20 ans, qui permet de conserver l’exclusivité de l’utilisation des liens optiques en cas de dépôt de bilan de l’opérateur ou en cas de conflit avec celui-ci, et dispose de liens multiples de 10 Gbit/s.

#### Orange
L'opérateur Orange dispose d'un Réseau express européen (REE) qui relie, en 2010, 23 des plus grandes villes européennes, dont 7 en France. Les liens sont alors de 40 Gbit/s par longueur d’onde, et peuvent passer à 100 Gbit/s par longueur d’onde pour offrir une capacité par artère pouvant être portée à 3,6 Tbit/s (soit 36 à 90 longueurs d'onde par artère)
Par ailleurs, Orange dispose d'un large réseau de fibre optique en France métropolitaine et en Corse. En particulier, un certain nombre de ses NRA est relié par fibre optique.

#### Iliad/Free

Le réseau domestique de ProXad (groupe Free)

Le réseau de Iliad/Free relie les principales villes métropolitaines par des liaisons de plusieurs dizaines de Gbit/s.
Le réseau d'Iliad a été basé sur des IRU avec plusieurs opérateurs (dont la société LDCom devenue SFR) dès 2001, pour utiliser les fibres optiques noires posées par Neuf Cegetel (devenu SFR) dans quinze villes de province et dans les égouts de la Ville de Paris.
Jusqu'en mars 2003, le groupe utilisait des services de bande passante (paiement à l’utilisation). Il a ensuite préféré des contrats de fibre optique noire, exploitée en multiplexage en longueur d'onde.
Fin 2014, le Groupe dispose de 80 000 km linéaires de fibre optique, dont 31 800 km à travers des contrats IRU. En 2004, Free a signé avec Neuf (entreprise) (maintenant SFR) un accord portant la durée d'IRU jusqu’au 31 décembre 2030. D'autres tronçons sont détenus en location ou en propre et éventuellement en co-construction avec des opérateurs privés ou des collectivités locales.
À travers d'IRU, Iliad relie Paris à Londres, Amsterdam, Bruxelles et Francfort, pour bénéficier de peering additionnels en Europe.
Pour le trafic international, Free dispose d’une capacité de trafic de 160 gigabits par seconde, via des sociétés transitaires.[réf. nécessaire]
Depuis 2006, la société Iliad dispose d'un contrat d’abonnement au service de collecte NRA (nœud de raccordement abonné) d'Orange service de location de fibres optiques noires réservé aux opérateurs dégroupeurs.

#### SFR
En 2011, SFR possède 57 000 km de fibre optique, soit 600 000 foyers éligibles à l'offre fibre.
SFR s’est par ailleurs engagé, en partenariat avec Orange, à couvrir en fibre optique 60 % des foyers français d’ici 2020. Avec cet accord, SFR vise à compléter les 3,5 millions de foyers raccordables en zone très dense.

#### Bouygues
Le 1er juillet 2008, Bouygues Telecom fait l’acquisition du réseau de Club Internet afin de lancer ses offres ADSL.

#### Numericable
Le dorsale Internet de Numericable est essentiellement composé de fibres optiques organisées en anneaux de 10 à 40 Gbit/s de bande passante.

### Réseaux internes
Certaines sociétés utilisent des liaisons par fibres optiques pour leurs besoins internes. Elles louent des fibres à des prestataires comme Interoute, Neo Telecoms ou Telcité.
Le groupe Lagardère loue une paire de fibres à Interoute pour relier des sites, il utilise douze fibres en Gigabit Ethernet. Des groupes comme Alcatel, peuvent demander une centaine de fibres entre deux sites. Le groupe 3A (agroalimentaire) loue à Interoute une connexion fibre optique entre Toulouse et Villefranche-de-Lauragais, qui passe le long des voies fluviales. Le Groupe Snef dispose également d'une filiale de télécommunications.
En 2008, Airbus (groupe EADS) a choisi les services d'Interoute pour relier son site du grand Toulouse à trois autres sites européens de production.

## Technologies
L'infrastructure fibre optique noire est fournie par plusieurs opérateurs.
Suivant les lignes, des bandes passantes différentes peuvent être utilisées ; par exemple, l'une des artères les plus importantes en termes de trafic public est Paris-Lyon. Orange, Alcatel et son client Renater y ont expérimenté un lien fibre optique permettant une capacité de 400 gigabits par seconde par longueur d'onde (contre 100 Gbit/s par canal précédemment). Grâce à une utilisation de 44 longueurs d'onde, cela correspond à un débit atteignant 17,6 térabits par seconde (ou 17 600 000 000 000 bits par seconde). Cette technologie doit être étendue à une dizaine de grandes villes françaises et européennes en 2013.

## Point d'échange
Plusieurs points d'échange sont présents en France métropolitaine, notamment dans la région parisienne.

## Économie
Le passage des fibres sur le domaine public est soumis à redevance dont le montant est plafonné, par artère, en fonction des modalités d’application du décret no 2005-1676 du 27 décembre 2005 relatif aux redevances et droits de passage sur le domaine public.
Les propriétaires de réseaux (autoroutes, chemins de fer, collectivités locales, etc), louent des fourreaux ou des fibres noires à des opérateurs de télécommunications.
La fibre optique rapporte sept millions d'euros par an aux voies navigables de France en redevance en 2008.

### Coûts
Pour comprendre le modèle de coûts, l'Arcep distingue :
- réseaux d’accès (au niveau local) ;
- réseaux de collecte et de transport (cœur de réseau, au niveau interdépartemental et national) ;
- connectivité nationale et mondiale (peering et transit vers les autres opérateurs)[58].

## Fournisseur d'accès
L'accès à Internet est ensuite délivré à l'utilisateur au travers d'une paire de fils de cuivre (xDSL et bas débit), d'une fibre optique, d'un lien Wi-Fi, d'un lien WiMAX  ou du câble coaxial.
Ces interconnexions se font au niveau des répartiteurs téléphoniques (ou NRA), ou de leur équivalents optiques (NRO).